# アジズ・ブハドゥズ
アジズ・ブハドゥズ（Aziz Bouhaddouz、1987年3月30日 - ）は、モロッコ・ベルカン出身の元プロサッカー選手。元サッカーモロッコ代表。現役時代のポジションはFW。

## 経歴

### クラブ
モロッコ・オリアンタル地方のベルカンで生まれ、1歳の時に家族と共にドイツ・ヘッセン州のディーツェンバッハに移住。
ディーツェンバッハのクラブでプレーを始め、SpVgg03ノイ＝イーゼンブルクを経てFSVフランクフルトでプロデビュー。その後はドイツ国内の下部クラブを転々とした。2013-14シーズンにはレギオナルリーガに所属するバイエル・レバークーゼンのリザーブチームでゴールを量産、得点王を獲得した。
2014年5月5日、SVザントハウゼンに移籍。
2016年4月よりFCザンクトパウリでプレー。
2018年8月、アル・バーティンFCに移籍。
2019年、ザントハウゼンに復帰。
2021年2月1日、MSVデュースブルクに移籍。
2023年7月、FSVフランクフルトに復帰。
2023年12月、現役引退を表明した。

### 代表
2016年8月のアルバニア戦でモロッコ代表デビュー。9月4日、アフリカネイションズカップ2017予選のサントメ・プリンシペ代表戦で初ゴール。
2018年5月、2018 FIFAワールドカップに参加する代表メンバー23人の一人に選ばれた。

## 代表歴

### 出場大会
- モロッコ代表
  - 2018 FIFAワールドカップ

### 試合数
- 国際Aマッチ 17試合 3得点（2016年-2018年）[11]

| モロッコ代表 | 国際Aマッチ | 国際Aマッチ |
| 年           | 出場        | 得点        |
| ------------ | ----------- | ----------- |
| 2016         | 3           | 1           |
| 2017         | 9           | 2           |
| 2018         | 5           | 0           |
| 通算         | 17          | 3           |

### 得点
| No | 開催日        | 開催地     | 対戦国               | スコア | 結果 | 試合概要                           |
| -- | ------------- | ---------- | -------------------- | ------ | ---- | ---------------------------------- |
| 1. | 2016年9月4日  | ラバト     | サントメ・プリンシペ | 2–0    | 2–0  | アフリカネイションズカップ2017予選 |
| 2. | 2017年1月20日 | オイェム   | トーゴ               | 1–1    | 3–1  | アフリカネイションズカップ2017     |
| 3. | 2017年3月24日 | マラケシュ | ブルキナファソ       | 2–0    | 2–0  | 親善試合                           |

## タイトル
個人
- レギオナルリーガ・ヴェスト得点王: 2013-14